# Гуси-Лебеди (альбом)
«Гуси-Лебеди» — восьмой студийный альбом группы «Вежливый отказ». Презентация диска состоялась 9 апреля 2010 года в московском клубе IKRA.

## Характеристика
Этот альбом стал первым за восемь лет для коллектива, ряды которого пополнил скрипач Сергей Рыженко. Концертная программа с новыми композициями, имевшая название «Черновики» (или «Отказ с контрабасом» — этим необычным для себя инструментом тогда «заведовал» басист Дмитрий Шумилов) и основанная на песнях, написанных Романом Сусловым в 2006—2007 годах, была впервые представлена 30 марта 2008 года в клубе «ДОМ». На тот момент имелся текст только к одной из них («Мурка»).
Ещё один концерт состоялся в ноябре того же года, а весной следующего «Отказ» на студии Сергея Большакова записал демо-материал. Непосредственно перед очередной «обкаткой» Суслов обратился за помощью к поэту Аркадию Семёнову, бывшему текстовику группы. Он написал тексты на всю предложенную музыку, но большая часть получившегося материала была отвергнута (остались только «Время» и «Тикирека»). Окончательно оформленная программа, получившая название Nichtzusammen (от немецкого «Не вместе»), была в очередной раз представлена московской публике. После этого началась запись нового альбома.
В декабре он был готов. После смены нескольких названий (в том числе «Перемена мест»), новый диск в конечном итоге получил заглавие «Гуси-Лебеди». Роман Суслов объяснил это решение следующим образом:

«Это своего рода рокировка… с одной стороны, здесь воплощенная идея манипуляции. С другой — можно притягивать все, что угодно. Во-первых, мне просто нравится, как это звучит (фонетика вообще всегда была доминирующим фактором, подвигавшим меня остановиться на том или ином названии). Во-вторых, могло сыграть свою роль то, что я переехал с одного места на другое. В-третьих, это название автоматически придает восприятию некую графичность, будто переставляют наперстки»
.

## Список композиций
1. Марш (2:49)
2. Дорожная (5:25)
3. Мурка (4:50)
4. Перевод (7:57)
5. Страдания (3:35)
6. Тикирика (4:44)
7. Бурятская морская (6:16)
8. Блюз (5:55)
9. Время (4:15)
10. LZ (4:04)
11. Этюд (3:44)

## Участники записи
- Роман Суслов — гитара, вокал
- Дмитрий Шумилов — бас-гитара
- Павел Карманов — фортепиано
- Сергей Рыженко — скрипка, голос (10)
- Андрей Соловьёв — труба
- Михаил Митин — ударные

## Авторы текстов
- Роман Суслов — 2-5, 7-8, 10
- Аркадий Семёнов — 6, 9